# 普雷德拉格·乔尔杰维奇
普雷德拉格·乔尔杰维奇（羅馬化：Predrag Đorđević，1972年8月4日—），塞尔维亚男子足球运动员，场上位置是中场。他曾代表塞尔维亚和黑山参加2006年国际足联世界杯，结果队伍止步小组赛阶段。